# 卡利甘傑烏帕齊拉 (切尼達縣)
卡利甘傑乌帕齐拉是孟加拉国切尼達縣的一个乌帕齐拉，位於庫爾納专区的切尼達縣。。

## 人口
據1991年孟加拉國人口普查，卡利甘傑共有戶數38,339戶，人口219126人。其中男性佔比51.76%，女性佔比48.24%；成年人口112,587人。該地7歲以上人口之平均識字率為29.7%，低於全國平均值（32.4%）。